# Matriu de Hankel
En àlgebra lineal, una matriu de Hankel (o matriu catalèctica), anomenada després d'Hermann Hankel, és una matriu quadrada en la qual cada diagonal inclinada ascendent d'esquerra a dreta és constant. Per exemple,{\displaystyle \qquad {\begin{bmatrix}a&b&c&d&e\\b&c&d&e&f\\c&d&e&f&g\\d&e&f&g&h\\e&f&g&h&i\\\end{bmatrix}}.}De manera més general, una matriu de Hankel és qualsevol {\displaystyle n\times n} matriu {\displaystyle A} de la forma{\displaystyle A={\begin{bmatrix}a_{0}&a_{1}&a_{2}&\ldots &a_{n-1}\\a_{1}&a_{2}&&&\vdots \\a_{2}&&&&a_{2n-4}\\\vdots &&&a_{2n-4}&a_{2n-3}\\a_{n-1}&\ldots &a_{2n-4}&a_{2n-3}&a_{2n-2}\end{bmatrix}}.}Pel que fa als components, si el {\displaystyle i,j} element de {\displaystyle A} es denota amb {\displaystyle A_{ij}}, i suposant {\displaystyle i\leq j}, llavors tenim {\displaystyle A_{i,j}=A_{i+k,j-k}} per a tot {\displaystyle k=0,...,j-i.}

## Propietats
- Qualsevol matriu de Hankel és simètrica.
- Sigui {\displaystyle J_{n}} una matriu d'intercanvi {\displaystyle n\times n}. Si és un La matriu mxn de Hankel, ja que {\displaystyle H=TJ_{n}} on {\displaystyle T} és un Matriu mxn de Toeplitz.
  - Si és real simètric, ja que {\displaystyle H=TJ_{n}} tindrà els mateixos valors propis que {\displaystyle T} fins a signar.
- La matriu de Hilbert és un exemple de matriu de Hankel.
- El determinant d'una matriu de Hankel s'anomena catalecticant.[2]

## Operador Hankel
Donada una sèrie formal de Laurent{\displaystyle f(z)=\sum _{n=-\infty }^{N}a_{n}z^{n}}l'operador Hankel corresponent es defineix com
{\displaystyle H_{f}:\mathbf {C} [z]\to \mathbf {z} ^{-1}\mathbf {C} [[z^{-1}]],}Això pren un polinomi {\displaystyle g\in \mathbf {C} [z]} i l'envia al producte {\displaystyle fg}, però descarta tots els poders de {\displaystyle z} amb un exponent no negatiu, per donar un element a {\displaystyle z^{-1}\mathbf {C} [[z^{-1}]]}, la sèrie de potències formals amb exponents estrictament negatius. El mapa {\displaystyle H_{f}} és d'una manera natural {\displaystyle \mathbf {C} [z]} -lineal, i la seva matriu respecte als elements {\displaystyle 1,z,z^{2},\dots \in \mathbf {C} [z]} i {\displaystyle z^{-1},z^{-2},\dots \in z^{-1}\mathbf {C} [[z^{-1}]]} és la matriu de Hankel{\displaystyle {\begin{bmatrix}a_{1}&a_{2}&\ldots \\a_{2}&a_{3}&\ldots \\a_{3}&a_{4}&\ldots \\\vdots &\vdots &\ddots \end{bmatrix}}.}Qualsevol matriu de Hankel sorgeix d'aquesta manera. Un teorema degut a Kronecker diu que el rang d'aquesta matriu és finit precisament si {\displaystyle f} és una funció racional ; és a dir, una fracció de dos polinomis
{\displaystyle f(z)={\frac {p(z)}{q(z)}}.}

## Aplicacions de les matrius de Hankel
Les matrius de Hankel es formen quan, donada una seqüència de dades de sortida, es desitja la realització d'un espai d'estats subjacent o model de Markov ocult. La descomposició de valors singulars de la matriu de Hankel proporciona un mitjà per calcular les matrius A, B i C que defineixen la realització de l'espai d'estats. La matriu de Hankel formada a partir del senyal s'ha trobat útil per a la descomposició de senyals no estacionaris i la representació temps-freqüència.
El mètode dels moments aplicat a les distribucions polinomials dona com a resultat una matriu de Hankel que cal invertir per obtenir els paràmetres de pes de l'aproximació de la distribució polinòmica.